# Ворон, Вячеслав
Вячеслав Ворон (настоящее имя: Вячеслав Борисович Чёрный, родился 21 октября 1967, Мариуполь) — украинский певец, автор-исполнитель русского шансона, музыкальный продюсер, клипмейкер.
Автор более 60 песен в стиле шансон и дворовой романтики.

## Биография
Родился 21 октября 1967 года в городе Мариуполь,Учился в Средней Школе № 4 г. Мариуполя. В 9 лет начал обучаться в музыкальной студии по классу аккордеона. Через год поступил в музыкальную школу. Самостоятельно освоил технику игры на шестиструнной гитаре. Закончив восьмой класс общеобразовательной школы, поступил в Индустриальный техникум, где сразу был зачислен в ансамбль гитаристов. Примерно в это же время, Вячеслава приглашают в вокально-инструментальную группу при ДК Коксохимзавода. В 1987 году призывают в армию, где он создаёт группу «Акция» и в течение двух лет выступает на гарнизонных площадках и на выпускных вечерах детей офицеров. Демобилизовавшись в 1989 году, Вячеслав поступил в Московский институт стали и сплавов. Но творчество не бросал. Писал песни, стихи, участвовал в самодеятельности института. В 1996 году записал первый альбом «Забери меня мать…» и с этого момента начинается творческий путь в шансоне.

## Творческая биография
В 1996 году пишет авторский альбом певцу Петлюре. 
В 1998 году написание песен для гр. Пацаны, работающей в жанре дворовой романтики. 
В 2000 году совместно с композитором Г.Спектром пишет песню для М.Шуфутинского «Руки матери», для К.Галицкой «Шансон», для Елены Либенбаум «Без тебя». В этом же году, работа с группой Стрелки и в соавторстве с Ю.Кузнецовым написание песни «Нелюбовь». В марте 1999 года организовывает собственную студию звукозаписи "Ворон-студио". На студии записали свои альбомы и песни: гр. «Тату», И.Салтыкова, А.Апина, А.Маршал, Азиза, Анжелика Агурбаш, Любаша, М.Звездинский, В.Добрынин и многие другие. В 2001 году создаёт коллектив Voron Light, в который вошли музыканты, поэты, dj, аранжировщики и выпускает четыре студийных альбома клубной музыки. После знакомства с режиссёром А.Игудиным, начинает снимать клипы для эстрады. Самые известные Электра «Нелюбовь», «My name is…»,гр. Хамелеон «Фанданго». Работа в кино, фильм «Папарацца»(реж. Т. Фёдоров) финальная песня «Я тебя люблю». В октябре 2016 года вышел новый альбом "Разносторонний", состоящий из песен, написанных Вячеславом в период с 2008 по 2016 гг. В апреле 2022 года  посетил Мариуполь с гуманитарной миссией.

## Дискография
- 1996 — «Забери меня мать…»

1. Эх, водочка (муз. и сл. В.Ворон)
2. Снегири (муз. и сл. В.Ворон)
3. Воровская (муз. и сл. В.Ворон)
4. Ништяк, Браток (муз. и сл. В.Ворон)
5. Ах, годы молодые (муз. и сл. В.Ворон)
6. Роковая любовь (муз. и сл. В.Ворон)
7. Друзьям (муз. и сл. В.Ворон)
8. Мариуполь (муз. и сл. В.Ворон)
9. Мой старый дом (муз. и сл. В.Ворон)
10. Забери меня мать…(муз. и сл. В.Ворон)
11. Электрочеловек (муз. и сл. В.Ворон)
12. Эх, Серега, друг (муз. и сл. В.Ворон)

- 1997 — авторский альбом для певца Петлюра — «Прощальный альбом».

1. Ты одна стоишь у клёна (муз. и сл. В.Чёрный)
2. Дом один на всех (муз. и сл. В.Чёрный)
3. Бродяга-странник (муз. и сл. В.Чёрный)
4. Беглец (муз. и сл. В.Чёрный)
5. Моя любимая (муз. и сл. В.Чёрный)
6. Русалка (муз. и сл. В.Чёрный)
7. Романс (муз. и сл. В.Чёрный)
8. Пацаны (муз. и сл. В.Чёрный)
9. Непонятная песня (муз. и сл. В.Чёрный)
10. Неужели так бывает (муз. и сл. В.Чёрный)

- Песни в других альбомах (муз. и сл. В.Чёрный)

1. Ставрополье(Печальный парень)
2. Воровская(Скорый поезд. Том2)

- 1998 - альбом «Красные трамвайчики».

1. Анка — хулиганка (муз. и сл. В.Ворон)
2. Красные трамвайчики (муз. и сл. В.Ворон)
3. Прощай (муз. и сл. В.Ворон)
4. Вася (муз. и сл. В.Ворон)
5. Да, что Одесса… (муз. и сл. В.Ворон)
6. Эмигрантская (муз. и сл. В.Ворон)
7. Судьба такая (муз. и сл. В.Ворон)
8. На Волю (муз. и сл. В.Ворон)
9. Колыбельная для дочки (муз. и сл. В.Ворон)
10. Эшелон (муз. и сл. В.Ворон)
11. Бом-Бом (караоке для русских) плясовая (муз. и сл. В.Ворон)

- 1998 - «Душа жиганская».

1. Плач гитары (муз. и сл. В.Ворон)
2. Samba для жиганов (муз. и сл. В.Ворон)
3. Проказница любовь (муз. и сл. В.Ворон)
4. Любимый город (муз. и сл. В.Ворон)
5. Ништяк, браток-2 (муз. и сл. В.Ворон)
6. Напиши (муз. и сл. В.Ворон)
7. Я вернулся домой (муз. и сл. В.Ворон)
8. Барышни (муз. и сл. В.Ворон)
9. Ах, зачем вы меня полюбили (муз. и сл. В.Ворон)
10. Не стреляйте братва сгоряча (муз. и сл. В.Ворон)

- 1998 — альбом для гр. Пацаны

1. Малолетка (муз. и сл. В.Чёрный)
2. Напиши письмо (муз. и сл. В.Чёрный)
3. Лошади (муз. В.Чёрный и сл. Б.Слуцкий)
4. Меня назвали, сирота (муз. и сл. А.Кузнецов)
5. Проститутка (муз. и сл. В.Чёрный)
6. Мама (муз. и сл. А.Кузнецов)
7. Июльский снегопад (муз. и сл. А.Кузнецов)
8. Это был, наверное, случай (муз. и сл. В.Чёрный)
9. Былая любовь (муз. и сл. А.Кузнецов)
10. Моя любовь (муз. и сл. В.Чёрный)

- 1998 — Voron Light Titanic remixes

1. Titanic'N'Ice
2. One Way Ticket
3. Dance on Board
4. Machine Head
5. The Real Story
6. Fantom
7. Captain Dream
8. Titanicomania
9. Love Forever
10. Titanic Is Dead

- 1999 — «Не дави на газ».

1. Не дави на глаз (муз. и сл. В.Ворон)
2. Осенний вечер (муз. и сл. В.Ворон)
3. Две недели (муз. и сл. В.Ворон)
4. Самая (муз. и сл. В.Ворон)
5. Дождь (муз. и сл. В.Ворон)
6. Тюремный романс (муз. и сл. В.Ворон)
7. А я откинулся (муз. В.Ворон и сл. народные)
8. Жизнь блатная моя (муз. и сл. В.Ворон)
9. Голубая (муз. и сл. В.Ворон)
10. Люберцы (муз. и сл. В.Ворон)
11. Двери (посвящается отцу) (муз. и сл. В.Ворон)

- 2000 - «Эшелон» Лучшие песни.

- 2002 - Ворон light Чтобы всех колбасило

1. Оу
2. Капитан
3. Не могу
4. Ты люби меня, не травмируя
5. Пингвины (2000)
6. Той девчонке
7. Уходи
8. Я убиваюсь
9. Рыжая
10. Танцуй
11. Я убиваюсь (remix)

- 2003 - Voron light Hidroponica

1. Running In The City
2. Just Blue
3. Habibi
4. Arabeca
5. Je Crois Toi
6. I Love You
7. Discoteque Tom Cat
8. I Wanna Touch Me
9. Feel So Good
10. Ace Of Drum`n`Bass
11. I Kill Myself
12. Не верь, не бойся, не проси... (remix)

- 2014 - Voron light Neo Classic

1. The Cricket
2. Premonition of Rain
3. The Summer
4. Ave Maria
5. The Winter
6. Lezginka
7. Libertango Acco
8. Libertango Violin

- 2016 - Разносторонний

1. Солдаты
2. Уезжают на гражданку дембеля
3. Жил на свете моряк…
4. Ваше благородие
5. Руки матери (посвящается маме)
6. Я убиваюсь
7. Ты для меня уже другая
8. Маріуполь (укр.)
9. Voron & Slovak Sinfonietta Orchestra Мурка (live)
10. Elvis Presley & Voron Love me tender
11. MihyCh & Voron Ты мой главный повод

- 2017 - Петлюра и гр.Пацаны Песни нашего двора

1. Бродяга странник (муз. и сл. В.Ворон)
2. Девчонка нашего двора (муз. и сл. В.Ворон)
3. Лошади в океане (муз. и сл. Б.Слуцкий)
4. Малолетка  (муз. и сл. В.Ворон)
5. Моя любовь (муз. и сл. В.Ворон)
6. Напиши письмо (муз. и сл. В.Ворон)
7. Первая любовь (муз. и сл. В.Ворон)
8. Проститутка (муз. и сл. В.Ворон)
9. Это был, наверно, случай (муз. и сл. В.Ворон)
10. Я убиваюсь по тебе (муз. и сл. В.Ворон)

## Синглы
1. Ваше благородие (муз. Исаак Шварц  сл. Булат Окуджава)
2. Город по имени Марии (муз. и сл. В.Ворон)
3. Журавли (музыка Ян Френкель  стихи Расул Гамзатов)
4. Молитва (музыка В.Ворон  стихи Сергей Есенин)
5. Поэт (музыка В.Ворон  стихи Сергей Есенин)

## Книги
- 2013 — «Ёсь, или история о том, как не было, но могло бы быть»(Зебра Е — ISBN 978-5-905629-08-2)
- 2015 — «И тут случилась война»(Эдитус — ISBN 978-5-000582-27-6)
- 2023 — «Мариуполь.Назад в будущее»(Литрес — ISBN 978-5-9904091-1-8)

## Сборники
- «Архив ресторанной музыки. Золотые хиты шансона»,
- «Конкретные песни о жизни»,
- «Хит-парад радио Шансон, выпуск 17»,
- «Русский Шансон-2», «Шансон для души»,
- «Звёздный шансон-2»
- «Наши песни»
- «Фартовые песни» и т. д.

## Караоке
- Легенды Русского шансона. Части 1 и 2.Серия Мастер-караоке.
- Караоке коллекция. Части 1-10.

## Видеосборники и DVD
- Шлягер до фени
- Калина красная-2010

## Клипы
- Жизнь блатная моя
- На волю
- Маріуполь
- Уезжают на гражданку дембеля
- Жестокая любовь
- Moskva
- Ваше благородие
- Город по имени Марии
- Журавли